# Corecarevet

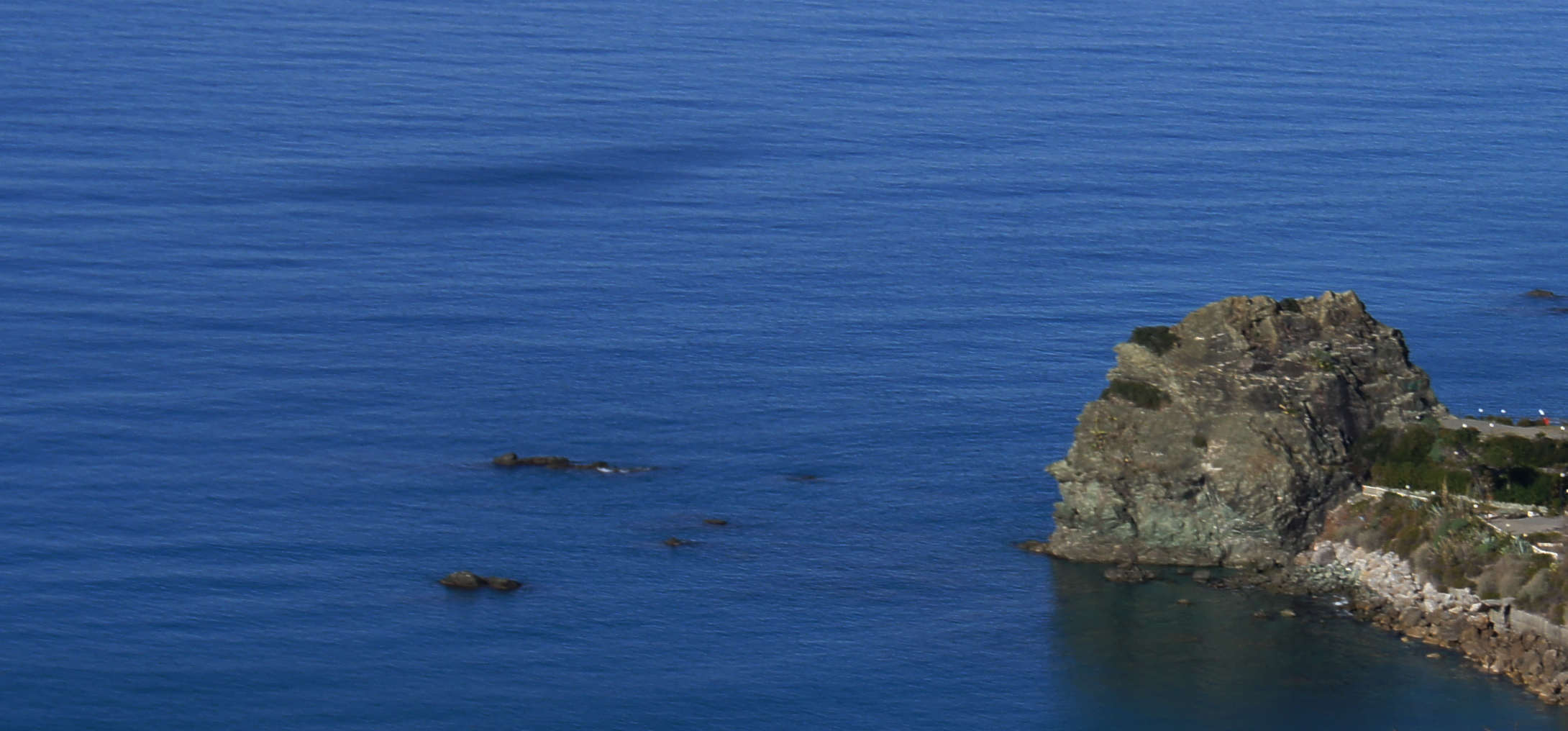

Corecarevet är en grupp stenar i Tyrrenska havet, utanför den italienska kusten i Kalabrien. Formationen består av tio stenar: Capoto, Formica, Ginario, Longarino, Piccirillo, Tirolé (även känd som Pirolé) och de fyra Scuagli da Funtana. Capoto är den största stenen, med en yta på omkring 50 kvadratmeter, och används ofta vid dykning och fotografering.
Revet är beläget i kommunen Amantea, i provinsen Cosenza.